# Certhiasomus stictolaemus
A Certhiasomus stictolaemus vagy Certhiasomus stictolaema  a madarak (Aves) osztályának verébalakúak (Passeriformes) rendjébe, valamint a fazekasmadár-félék (Furnariidae) családjába és a fahágóformák (Dendrocolaptinae) alcsaládjába tartozó Certhiasomus nem egyetlen faja.

## Rendszerezés
Besorolása vitatott. 1868-ban írta le először a fajt August von Pelzeln, a Sittasomus nembe helyezte, mint Sittasomus stictolaemus. Innen helyezték át  a Deconychura nembe, Deconychura stictolaema néven. A DNS-szekvenciás vizsgálatok alapján helyezték át egy önálló nembe, de ezt még nem minden rendszerező fogadta el.

## Alfajai
- Certhiasomus stictolaemus clarior Zimmer, 1929
- Certhiasomus stictolaemus secunda Hellmayr, 1904
- Certhiasomus stictolaemus stictolaema (Pelzeln, 1868)[5]

## Előfordulása
Brazília, Ecuador, Francia Guyana, Kolumbia, Peru és Venezuela területén honos. A természetes élőhelye szubtrópusi és trópusi síkvidéki esőerdők és mocsári erdők. Állandó, nem vonuló faj.

## Megjelenése
Átlagos testhossza 19 centiméter, testtömege 13-22 gramm.

## Külső hivatkozások
- Képek az interneten a fajról
- Internet Bird Collection - videók a fajról
- Xeno-canto.org - a faj hangja és elterjedési területe. [2017. augusztus 28-i dátummal az eredetiből archiválva].